# 五桂山

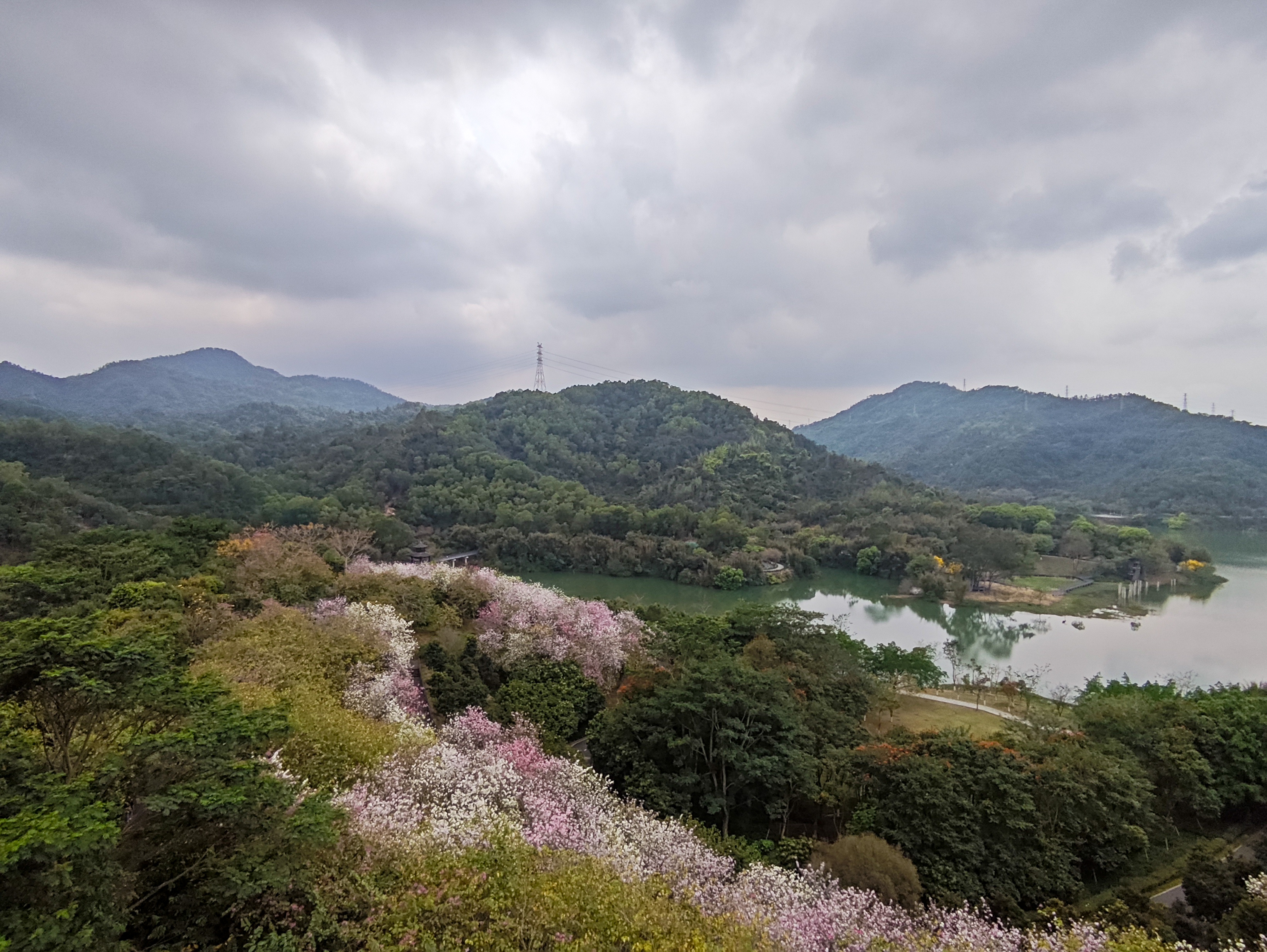
五桂山山脉（最左侧为大尖山）与金钟湖（右）

五桂山，又稱香山，是位于中国广东省珠江三角洲南缘的一座山脉，跨越中山、珠海两市，总面积为300平方公里。五桂山的主峰和山脉同名，亦称为五桂山，海拨高531米，位于中山市境内，是中山市的最高峰。五桂山古名为香山，中山市的前身香山县即因五桂山而得名。